# Clemente Alessandrino
Clemente d'Alessandria, meglio conosciuto come Clemente Alessandrino (Grecia, 150 circa – Cesarea Marittima, 215 circa), è stato un teologo, filosofo, apologeta e scrittore cristiano greco antico.

## Biografia
Clemente nacque presumibilmente in Grecia intorno al 150, da genitori di religione tradizionale.
La sua formazione risentì della cultura ellenistica dell'epoca, permeata della filosofia greca.
In età adulta si convertì al Cristianesimo. Dopo essersi convertito viaggiò di luogo in luogo alla ricerca di un'istruzione sempre migliore, legandosi di volta in volta a nuovi maestri: un greco della Ionia, un greco della Magna Grecia e un terzo maestro della Siria. Dopo tutti questi si rivolse ad un egiziano, ad un assiro, e ad un ebreo convertito. Infine, intorno al 180, presso la scuola di teologia di Alessandria d'Egitto (Didaskaleion), incontrò il filosofo Panteno (che egli nominò vera ape sicula) e nei suoi insegnamenti "trovò la pace".
Clemente prima assistette e poi succedette a Panteno stesso nella direzione della scuola (nel 190 circa), quando Panteno venne inviato dal patriarca Demetrio di Alessandria come missionario in India. Prima della sua nomina a direttore della scuola, comunque, Clemente era già noto come scrittore cristiano. Fu probabilmente in questo periodo che compose diverse opere: l'"Esortazione ai greci" (Protreptikos pros Ellenas), le "Disposizioni" (Hypotyposeis), la "Miscellanea" (Stromateis) ed il "Pedagogo" (Paidagogos). Sotto la sua guida, dal 190 circa al 202, la Scuola alessandrina divenne molto nota. Vi si formarono teologi in seguito famosi come Origene che gli fu successore alla guida della stessa.
Clemente non terminò la sua vita ad Alessandria poiché la Persecuzione di Settimio Severo si abbatté sull'Egitto nell'anno 202 e colpì in maniera particolarmente dura i catecumeni e le scuole da essi frequentate. Nei primi due libri degli "Stromati", scritti proprio in questo periodo, si trova più di un riferimento alla persecuzione. La sua fuga da Alessandria fu probabilmente influenzata anche dall'azione accentratrice che il già citato Demetrio stava attuando contro le cosiddette «chiese domestiche», gruppi ristretti e autonomi spesso identificabili anche con una singola famiglia guidata da un presbitero di fiducia, ambiente questo in cui Clemente sembrava trovarsi a proprio agio.
Poco tempo dopo si trovò a Cesarea marittima, ospite dell'amico ed ex alunno Alessandro, ora vescovo di Gerusalemme. La persecuzione era comunque crudele anche in quel luogo e Clemente adempì ad un voto d'amore: dopo che Alessandro fu imprigionato per la sua fede in Cristo, Clemente si prese cura della Chiesa di Cesarea al suo posto, ne fortificò i fedeli, e fu addirittura capace di fare nuove conversioni. Tali avvenimenti vengono narrati in una lettera scritta nel 211 o 212 da Alessandro per congratularsi con la Chiesa di Antiochia per l'elezione di Asclepiade alla guida della diocesi. Nei suoi ultimi anni di vita, Clemente prese parte anche alla controversia pasquale (cosiddetta «questione quartodecimana»).

## Retaggio clementino
Clemente non ebbe grande influenza nello sviluppo della teologia, se non la sua influenza personale sul giovane Origene. Le sue opere furono copiate di quando in quando, come da Sant'Ippolito di Roma nel suo Chronicon, da Arnobio e da Teodoreto di Cirro. San Girolamo ne ammirava la cultura, mentre Papa Gelasio I, nel catalogo attribuitogli, menzionava le sue opere, ma aggiungeva, "non devono in nessun caso essere accettate". Fozio I di Costantinopoli nel Bibliotheca biasimava una serie di errori dedotta dai suoi scritti, ma mostrava una propensione benevola verso Clemente, che, nella storia, era stato ridimensionato dalla grandiosità del suo allievo Origene, che gli succedette alla guida della Scuola di Alessandria. Fino al XVII secolo, Clemente fu venerato come santo, il suo nome veniva citato nei martirologi, e la sua festa ricorreva il 4 dicembre.
Ma quando il Martirologio Romano fu riformato da Papa Clemente VIII, dietro consiglio del cardinale Cesare Baronio, il suo nome fu eliminato dal calendario. Papa Benedetto XIV ratificò la decisione del suo predecessore per il fatto che la vita Clemente era poco conosciuta, che non ebbe mai un culto pubblico all'interno della Chiesa e che alcune delle sue dottrine erano, se non errate, almeno sospette. Malgrado ciò Papa Benedetto XVI, nell'udienza generale tenuta in piazza San Pietro il 18 aprile 2007, ne ha illustrato il pensiero, quale grande teologo della Chiesa antica. In tempi più recenti il favore nei confronti di Clemente si è accresciuto, vuoi per il suo affascinante stile letterario, vuoi per il suo attraente candore, vuoi per lo spirito coraggioso che lo rese un pioniere della teologia o per la sua inclinazione verso le speculazioni filosofiche.
Il suo spirito era già moderno, inoltre, per l'epoca, insolitamente colto: aveva una conoscenza completa dell'intera letteratura biblica e cristiana, delle opere sia ortodosse che eretiche; versato nelle lettere, aveva una eccellente conoscenza dei poeti e dei filosofi pagani, che amava citare e dei quali ha preservato un gran numero di frammenti di opere perdute. La mole di avvenimenti e citazioni raccolta e assemblata nelle sue opere è un evento eccezionale per l'antichità, sebbene non sia improbabile che utilizzasse i florilegia (antologie) dai quali traeva brani di prima qualità.
Nei suoi scritti citò Gautama Buddha: Alessandria infatti era interessata direttamente dal commercio con l'India.

## La dottrina
Per gli studiosi non è stato facile riassumere i punti principali degli insegnamenti di Clemente: mancava di precisione tecnica e non ricercò mai un'esposizione ordinata. È facile, perciò, mal giudicarlo. Attualmente, viene accettato il giudizio di Joseph Tixeront: le regole della fede di Clemente erano ortodosse; accettava l'autorità delle tradizioni della Chiesa, inoltre, prima di tutto, era un cristiano per cui valeva "la legge ecclesiastica", tuttavia, si sforzava anche di rimanere filosofo, e portava la speculazione sul perché della vita nelle materie religiose. "Sono pochi", affermava "coloro i quali, avendo fatto bottino dei tesori degli egiziani, ne fanno arredi per il Tabernacolo." Egli si predispose, perciò, ad usare la filosofia come strumento per trasformare la fede in scienza, e la rivelazione in teologia. Clemente non aveva nulla, se non la fede come base per le sue speculazioni. Per questo motivo non può essere accusato di aver volontariamente sviluppato posizioni non ortodosse. Ma era un pioniere in un'impresa difficile e si deve ammettere che fallì nel suo alto intendimento. Era cauto nell'accostarsi alle Sacre Scritture per sviluppare la sua dottrina, tuttavia adoperò male il testo e ne uscì una esegesi difettosa. Aveva letto tutti i libri del Nuovo Testamento (ad eccezione della Seconda lettera di Pietro e della Terza lettera di Giovanni). "Infatti", dice Tixeront, i "suoi studi sulla forma primitiva delle scritture Apostoliche sono del valore più alto." Interpretò le Sacre Scritture secondo lo stile di Filone di Alessandria, pronto a trovare allegorie dappertutto. I fatti narrati nell'Antico Testamento divennero, così, puramente simbolici. Tuttavia, non si permise tale ampia libertà col Nuovo Testamento.
Lo speciale interesse che Clemente coltivava lo condusse ad insistere sulla differenza tra la fede del cristiano ordinario e la scienza del perfetto, tanto che i suoi insegnamenti su questo punto sono proprio la sua caratteristica principale. Il cristiano perfetto ha una comprensione particolare dei "grandi misteri" dell'uomo, della natura, della virtù, che il cristiano ordinario accetta senza comprendere. Ad alcuni è sembrato che Clemente esagerasse il valore morale della conoscenza religiosa; si deve tuttavia ricordare che non lodava la mera conoscenza fine a sé stessa, ma la conoscenza che si trasformava in amore. È la perfezione cristiana che egli celebrava. Il cristiano perfetto, il vero "agnostico", che Clemente amava descrivere, deve condurre una vita di calma, inalterabile. E qui il pensiero clementino è indubbiamente intriso di Stoicismo. In questo caso, infatti, non stava realmente descrivendo il cristiano, con i suoi sentimenti e i suoi desideri sotto il dovuto controllo, ma l'ideale Stoico che ha sopito i suoi sentimenti. Il perfetto cristiano, quindi, doveva condurre una vita di devozione assoluta; l'amore nel suo cuore lo avrebbe dovuto incitare a vivere in una unione sempre più stretta con Dio, attraverso la preghiera, a lavorare per la conversione delle anime, ad amare i suoi nemici e, persino, a sopportare il martirio stesso.
Clemente fu anche un precursore della controversia Trinitaria. Insegnò che nella Divinità erano presenti tre Termini. Alcuni critici dubitano se li distinguesse come Persone, ma un'attenta lettura delle sue opere lo prova. Il Secondo Termine della Trinità era il Verbo. Fozio credeva che Clemente professasse una molteplicità di Verbi mentre, in realtà, Clemente tratteggiava soltanto una distinzione tra l'attributo immanente dell'intelligenza del Padre Divino ed il Verbo fatto Persona che era il Figlio, eternamente generato ed in possesso di tutti gli attributi del Padre. Essi, insieme, erano un unico Dio. Fino a questo punto, infatti, questa nozione di unità proposta da Clemente sembrava avvicinarsi al Modalismo, o, addirittura all'errore opposto del Subordinazionismo. Ciò, tuttavia può essere spiegato altrimenti: Clemente dovrebbe essere giudicato, a differenza di quanto si fa generalmente con gli altri scrittori, non da una frase colta qui o là, ma dalla globalità dei suoi insegnamenti. Dello Spirito Santo non parlò molto e, quando si riferiva alla terza Persona della Trinità, si basava strettamente su quanto riportato dalle Sacre Scritture. Era, inoltre, un convinto assertore della duplice natura di Cristo. Cristo era l'Uomo-Dio che ci beneficia sia come Dio che come uomo. Clemente, evidentemente, vedeva Cristo come una Persona (il Verbo). Fozio accusava Clemente anche di Docetismo. Tuttavia, Clemente riconosceva chiaramente in Cristo un vero corpo, ma lo credeva immune dalle necessità comuni della vita, come mangiare e bere e pensava che l'anima di Cristo fosse esente dalle passioni, dalla gioia e dalla tristezza.
Per questi motivi Clemente è considerato il primo gnostico cristiano. Per Clemente era problema essenziale mostrare come il cristianesimo fosse superiore a qualsiasi filosofia, tuttavia cercava anche di spiegare che nella fede cristiana era contenuto quanto di meglio la filosofia avesse prodotto prima di Cristo. Egli distingueva tra la funzione svolta dalla filosofia prima di Cristo e la funzione che avrebbe dovuto svolgere dopo di lui. Sottolineava come, attraverso la filosofia, fosse possibile avvicinarsi alla verità che comunque si sarebbe completata solo attraverso la rivelazione. Come san Giustino, Clemente individuava in tutti gli uomini la presenza di una scintilla divina che permetteva di accedere alla fede. Secondo questa prospettiva, il cristianesimo appariva non come la negazione, bensì come il completamento della tradizione filosofica: esso non ha il carattere settario attribuito alle scuole filosofiche o ai gruppi gnostici, non è prerogativa di una minoranza, Dio chiama a sé tutti indistintamente.
Questa lettura della fede attraverso la filosofia potrebbe essere stata scelta da Clemente per avvicinare le classi colte dell'Alessandria del suo tempo, presso le quali la filosofia godeva di molto prestigio.

## Opere

Klementos Alexandreos ta heuriskomena, 1715

Il Protrettico, il Pedagogo e gli Stromata delineano una trilogia letteraria, all'interno della quale la comunità greca è dapprima esortata alla conversione e alla fede nel Messia, poi educata a prendere parte ad un progetto esistenziale caratterizzato da frugalità e condivisione, dal timore del Padre e dall'amore per il Figlio, dal riconoscimento e dall'obbedienza all'autorità religiosa, che attinge tanto dalla Sacre Scritture quanto dalla filosofia e dalla letteratura classiche, delle quali l'autore è un profondo conoscitore.
Il percorso catechetico viene completato con l'iniziazione agli insegnamenti divini, di cui esisteva una forma più elevata di conoscenza che era probabilmente riservata ad una ristretta minoranza di catecumeni e battezzati di estrazione non popolare.

### "Protrettico" (Protreptikos pros Ellenas)
Il "Protrettico" o "Esortazione ai Greci" è un persuasivo appello alla fede, scritto in un tono molto alto. In questa opera, Clemente cercava di dimostrare la trascendenza della religione cristiana mettendo in contrapposizione il cristianesimo con l'abiezione dei riti pagani e con le vane speranze dei poeti e dei filosofi pagani. L'opera termina con la descrizione del cristiano timorato di Dio. Questo scritto fu composto in risposta a coloro che predicavano quanto fosse sbagliato abbandonare l'antica religione.

### "Pedagogo" (Paidagogos)
È un trattato pratico in tre libri. Il suo scopo era quello di addestrare il cristiano ad una vita disciplinata per divenire un cristiano istruito. Nei tempi antichi il paedagogus era lo schiavo che era continuamente responsabile di un ragazzo, il suo compagno. Da lui dipendeva la formazione del carattere del ragazzo. Tale è l'ufficio della Parola Incarnata verso gli uomini. Nulla è troppo comune o banale per la cura del Pedagogo. La sua influenza ricade sui dettagli minuti della vita, sul modo di mangiare, di bere, di dormire, di vestire, di svagarsi ecc. Il tono morale di questo lavoro è gentile; molto bello è l'ideale di una vita trasfigurata descritta alla fine. Nelle edizioni successive delle opere di Clemente, il "Pedagogo" è seguito da due corti poemi, il secondo, dedicato al Pedagogo stesso, è opera di qualche pio lettore dell'opera; il primo, intitolato "Inno al Salvatore Cristo" (Hymnos tou Soteros Christou), nei manoscritti che lo contengono, viene attribuito a Clemente. L'inno potrebbe essere opera di Clemente (Bardenhewer), o antecedente, come il Gloria in excelsis Deo (Westcott).

### "Miscellanea" (Stromateis)
L'opera si compone di otto libri, dei quali i primi quattro sono antecedenti al "Pedagogo". Quando ebbe finito quest'ultimo lavoro, Clemente tornò alla "Miscellanea" (Stromateis), che non terminò mai. Nel manoscritto manca il primo foglio; inoltre, come è noto fin dai tempi di Eusebio, l'ottavo libro è una raccolta di citazioni di filosofi pagani. È probabile, come ha suggerito Hans von Arnim, che Clemente intendesse avvalersi di questi materiali insieme ad estratti da Teodoto e dalla scuola valentiniana e dalle Eclogae Propheticae. Nella "Miscellanea" Clemente rinunciò ad ogni ordine e pianificazione: egli comparava l'opera ad un prato dove tutti i generi di fiori crescono a caso, oppure ad una collina ombrosa o montagna su cui crescono alberi di ogni genere. La sua analisi mostra che si trattava di una serie di appunti su argomenti vari, probabilmente note sulle sue letture alla scuola. Tuttavia è il più completo dei lavori di Clemente. Lo scritto inizia con l'importanza della filosofia nella ricerca della conoscenza cristiana; in questa parte, forse, voleva difendere il suo metodo scientifico dalla critica dei confratelli più conservatori. Nel prosieguo, Clemente dimostra come la fede è riferita alla conoscenza, ed enfatizza la superiorità della rivelazione sulla filosofia. La verità di Dio dev'essere trovata nella rivelazione, mentre un'altra sua parte può essere rinvenuta nella filosofia. È precipuo dovere del cristiano non trascurare nulla. La scienza religiosa, dedotta dalla sua duplice fonte (rivelazione e filosofia), è anche elemento di perfezione: il cristiano istruito ("il vero gnostico") è il cristiano perfetto. Colui che è asceso a questa quota è lontano dalla tentazione delle passioni; è unito a Dio, ed in un senso misterioso è uno con Lui. Tale era la linea di pensiero indicata nell'opera, che è piena di digressioni.

### "Disposizioni" (Hypotyposeis)
Si tratta di un'opera in otto libri in buona parte persi salvo alcuni frammenti in greco riportati da Eusebio di Cesarea, Ecumenio, Massimo il Confessore, Giovanni Moschos e Fozio. Essa fu tradotta in latino da Tirannio Rufino con il titolo di Dispositiones. Secondo Zahn, un frammento in latino, Adumbrationes Clementis Alexandrini in epistolas canonicas, tradotto da Flavio Magno Aurelio Cassiodoro e depurato dai passaggi non ortodossi, riporta, in parte, il testo clementino. Eusebio descriveva le "Disposizioni" come un commentario compendiato con commenti dottrinali e storici sull'intera Bibbia e sui non canonici "Epistola di Barnaba" e "Apocalisse di Pietro". Fozio che lo aveva anche letto, lo descriveva, invece, come una serie di chiarimenti sui testi biblici della Genesi, dell'Esodo, dei Salmi, dell'Ecclesiaste e delle epistole paoline e cattoliche. Tuttavia aggiungeva che l'opera è buona, ma contiene anche delle "empietà e favole", come l'eternità della materia, la molteplicità dei Verbi (Logoi), il docetismo e la metempsicosi. In ogni caso, alcuni studiosi più conservatori sono inclini a credere che Fozio abbia dato troppo rilievo agli errori di Clemente, qualunque essi fossero. Lo stile di Clemente, infatti, è difficoltoso, le sue opere sono piene di citazioni ed i suoi insegnamenti sono difficilmente riconducibili ad un corpus dottrinario unico. E questa opera primeva, essendo un commentario su parti isolate delle Sacre Scritture, dovette essere particolarmente soggetta a incomprensioni. Tuttavia, le sue opere superstiti mostrano Clemente in una luce migliore.

### "Quale ricco si può salvare?" (Tis ho sozomenos plousios)
Si tratta di un'omelia basata su Marco, X, 17-31 in cui Clemente dimostra che la ricchezza non viene condannata dai Vangeli come intrinsecamente cattiva, ma la sua moralità dipende dall'uso buono o cattivo che se ne fa. L'opera si conclude con la narrazione della vicenda del giovane che fu battezzato, si perse, e fu riconvertito da Giovanni apostolo ed evangelista. La data del trattato è ignota, comunque si è conservato in maniera pressoché completa.

### "Lettera di Mar Saba"
A Clemente è stata anche attribuita la Lettera di Mar Saba, nella quale egli riporta estratti del Vangelo segreto di Marco. Questa lettera, scoperta da Morton Smith nel 1958 nel monastero di Mar Saba che si trova a sud di Gerusalemme, potrebbe essere un falso dello stesso Smith.